# Фомин, Василий Иванович (футболист)
Васи́лий Ива́нович Фоми́н (род. 1926) — советский футболист, нападающий.
Карьеру провёл в ленинградских командах класса «А» «Динамо» (1948—1953) — 78 матчей, 23 гола и «Трудовые резервы» (1954—1955) — 16 матчей, четыре гола.
Играл за сборную пограничников. Работал на Кировском заводе.